# PearPC
PearPC — эмулятор платформы PowerPC, способный к выполнению многих операционных систем PowerPC, включая Mac OS X , Darwin и Linux. Выпущен под лицензией GPL. Может выполняться на Microsoft Windows, Linux, FreeBSD и других системах, поддерживающих POSIX и X11.
Первый выпуск состоялся 10 мая 2004 года. 13 июля 2011 года выпущена версия 0.5.0.
Эмулятор использует JIT-ядро эмуляции процессора, которое динамически переводит код PPC в код x86, кэшируя результаты.
Решение существенно снижает производительность программ, так, пакет Debian’s[уточнить] на PearPC выполняется приблизительно в 40 раз медленнее, чем на PPC-машине. Тем не менее, независимые разработчики продолжают расширять возможности PearPC, например, реализованы поддержка CD-ROM и звука.
Разработана эмуляция AltiVec, позволяющая выполнить приложения, которые требуют PowerPC G4, хотя многочисленные проблемы (главным образом, сбои графического интерфейса) с выполнением Mac OS X Tiger не были решены.

## Дополнительная информация
- PearPC (англ.) — домашняя страница проекта